# Horst Felbermayr, Sr.
Horst Felbermayr, Sr., né le 19 février 1945 à Ried im Innkreis (Autriche) et mort le 17 mars 2020 à Wels (Autriche), est un pilote automobile autrichien. Il a participé à six éditions des 24 Heures du Mans.

## Biographie
Horst Felbermayr, Sr. compte six participations aux 24 Heures du Mans,.
En 2016, après avoir été partenaire de l'écurie Proton Competition dont il est également l'un des créateurs, son entreprise Felbermayr sponsorise les Audi R8 LMS de car Collection Motorsport en 24H Series.